# Deutsche Werke
Deustche Werke fue una empresa de construcción naval alemana. Se fundó en 1925 cuando Kaiserliche Werft Kiel y otros astilleros se fusionaron a raíz del Tratado de Versalles que obligó a disminuir la industria defensiva alemana. La compañía quedó bajo propiedad del gobierno de la República de Weimar y su sede se encontraba en Berlín.
En un principio se dedicaba a la construcción de buques mercantes, pero desde el ascenso del Partido Nazi al poder, su producción se especializó en buques de guerra, entre ellos el acorazado Gneisenau. Además produjo armas de fuego como pistolas, denominadas Ortgies.
Sus instalaciones e infraestructuras quedaron destruidas durante los bombardeos de la Segunda Guerra Mundial. Lo poco que quedó fue desmantelado al término de la guerra. El área de astilleros fue adquirida en 1955 por Howaldtswerke-Deutsche Werft.